# Ecclesia militans
Latin eredetű keresztény kifejezés, amelynek jelentése a küzdő egyház. Az ecclesia triumphansszal és az ecclesia patiensszel hasonló jelentésű kifejezés, amely a küzdelmes földi életet elő keresztények társadalmát jelenti.